# Island of Ponds
Island of Ponds är en ö i Kanada.   Den ligger i provinsen Newfoundland och Labrador, i den östra delen av landet, 1 700 km nordost om huvudstaden Ottawa. Arean är 92 kvadratkilometer.
Terrängen på Island of Ponds är platt. Öns högsta punkt är 89 meter över havet. Den sträcker sig 11,5 kilometer i nord-sydlig riktning, och 16,5 kilometer i öst-västlig riktning.
Trakten runt Island of Ponds består i huvudsak av gräsmarker. Trakten runt Island of Ponds är nära nog obefolkad, med mindre än två invånare per kvadratkilometer.